# Agbach
Der Agbach ist ein fünf Kilometer langer Bach der Frankenalb im Gebiet der Stadt Greding im Landkreis Roth in Bayern.

## Geographie

### Verlauf
Der Agbach entspringt in seiner hier gegenüber der Hochebene schon etwa einen Kilometer langen und etwa 40 Meter eingetieften Talmulde am Ostrand von Herrnsberg aus zwei Quellen, deren Abflüsse sich rasch vereinen. In immer stärker eingegrabenem Tal fließt er unter Wald an den Hängen in südöstliche bis südwestliche Richtungen. Im Untertal passiert er einen langen neueren Siedlungsteil Gredings am linken Ufer und zieht dabei an Hintermühle, Lanzmühle, Mittelmühle und Vordermühle vorbei. Am Kripferturm der Altstadt teilt sich der Agbach in zwei Zweige. Der westliche fließt durch den Turm und die Altstadt von Greding weiter bis zum Blasiturm, wo er sie wieder verlässt, der östliche dagegen fließt in einem Kanal im Bogen außerhalb der Stadtmauer um die Altstadt, um dann am Blasiturm wieder zurückzufließen; er wurde angelegt, um Hochwässer von der Stadt fernzuhalten. Etwa zweihundert Meter weiter mündet der wiedervereinte Agbach am Steg zur gegenüberliegenden Achmühle von links in die Schwarzach.
Der Agbach mündet nach einem 5,1 km langen Weg mit mittlerem Sohlgefälle von 19 ‰ etwa 96 Höhenmeter unterhalb seiner Quellen.

### Einzugsgebiet
Das oberflächliche Einzugsgebiet des Agbachs ist 15,4 km² groß. Sein höchster Punkt am Nordostrand beim Gredinger Dorf Österberg liegt etwa auf 563 m ü. NHN. Das Gebiet gehört, naturräumlich gesehen, weit überwiegend zum Unterraum Westliche Sulzplatte des Nordteils der Südlichen Frankenalb und allein mit dem kleinen mündungsnahen Teil zum Unterraum Schwarzach-Thalach-Taltrichter der Altmühlalb.
Es grenzt reihum an die Einzugsgebiete folgender Nachbargewässer:
- hinter der kurzen nordwestlichen Grenze bei Österberg entwässern der Kreuzfeldbach, ein weiterer Zufluss bei Obermässing und der Burggraben nahe der Rotheneichmühle weit oberhalb von Greding zur Schwarzach;
- die lange nordöstliche Wasserscheide verläuft zum anfangs Rothengraben genannten Forellenbach, der in ein Reststück der Sulz mündet, einen Zufluss der auch die Schwarzach aufnehmenden Altmühl;
- im Südosten fließt der Distelmühlbach gleich nach dem Agbach und nach Greding in die Schwarzach
- an der Südwestseite entwässern nacheinander und flussaufwärts der Hirlbach, der Kuhbach und der Schmiedackerbach zur Schwarzach.

Der Bachlauf gehört ganz, das Einzugsgebietes überwiegend zur Stadt Greding, ein Randstück des Gebietes im Nordosten im und am Höhenwald Buch zur Stadt Berching, ein noch kleineres am Ostrand zur Stadt Beilngries.